# سون هونگ کیو
سون هونگ کیو (Son Hong-kyu) (손홍규 ; متولد ۱۹۷۵) نویسنده کره جنوبی است.

## زندگی
سون هونگ کیو در سال ۱۹۷۵ در Jeongeup، استان Jeolla شمالی به دنیا آمد. او فارغ‌التحصیل ادبیات کره ای از دانشگاه دونگوک است. او همچنین برنده پنجمین جایزه داستانی مردمی بنفش در سال ۲۰۰۸ شده‌است.

## آثار
- Geu namja-ui gachul (그 남자의 가출 مردی که از خانه فرار کرد)، ۲۰۱۵.
- Dajeonghan pyeongyeon (다정한 편견 The Kind Prejudice)، ۲۰۱۵.
- کیم دائه جونگ (김대중)، ۲۰۱۴.
- سئول (서울)، ۲۰۱۴.
- Tomeun tomgwa jatda (톰은 톰과 잤다 تام با تام خوابید)، ۲۰۱۲.
- قصاب مسلمان (이슬람 정육점)، ۲۰۱۰.
- Cheongnyeonuisa janggiryeo (청년의사 장기려 Jang Gi-ryeo the Young Doctor)، ۲۰۰۸.
- Bongseopi garasadae (봉섭이 가라사대 Bongseop Says)، ۲۰۰۸.
- Gwisinui sidae (귀신의 시대 عصر ارواح)، ۲۰۰۶.
- Saramui sinhwa (사람의 신화 The Legend of Humans)، ۲۰۰۵.

### ترجمه
- Baska Topraklarda Rüzgar Sert Eser (ترکی)
- رودخانه سه شنبه (انگلیسی)
- قصاب مسلمان (انگلیسی)[۲]

## جوایز
- جایزه ادبی Chae Man-sik، ۲۰۱۶.
- جایزه ادبی Oh Yeongsu، ۲۰۱۳.
- جایزه ادبی باک شین آئه، ۲۰۱۳.
- جایزه داستانی مردم بنفش، ۲۰۰۸.